# Walter Müller (Archäologe, 1877)
Walter August Müller (* 8. Juli 1877 in Bremen; † 16. November 1952 ebenda) war ein deutscher Klassischer Archäologe.

## Leben
Walter Müller studierte in Freiburg, München und Leipzig und wurde dort 1906 bei Franz Studniczka promoviert. 1908/09 erhielt er das Reisestipendium des Deutschen Archäologischen Instituts. In dieser Zeit arbeitete er bei den Ausgrabungen von Tiryns mit. Von Oktober 1911 bis Juli 1913 war er wissenschaftlicher Hilfsarbeiter an der Römisch-Germanischen Kommission in Frankfurt am Main. Seit Juli 1913 arbeitete er für die Dresdner Skulpturensammlung, zunächst als wissenschaftlicher Hilfsarbeiter, seit 1920 als Kustos, von 1934 bis zum Eintritt in den Ruhestand 1945 war er deren Direktor.

## Veröffentlichungen (Auswahl)
- Nacktheit und Entblößung in der altorientalischen und älteren griechischen Kunst. Leipzig 1906 (= Dissertation, Digitalisat).
- mit Franz Oelmann: Die Nekropole der geometrischen Periode. In: Tiryns. Die Ergebnisse der Ausgrabungen des Instituts Band 1, Athen 1912, S. 127–164 (Digitalisat).
- Die griechische Kunst. Ein Taschenbuch in 475 Bildern. München 1925